# Troy Barnies
Troy Marshall Barnies (Auburn, 10 febbraio 1989) è un cestista statunitense.

## Palmarès
- Campionato estone: 1

Pärnu: 2021-2022